# Ostpreußisches National-Kavallerie-Regiment
Das Ostpreußische National-Kavallerie-Regiment wurde 1813 aufgestellt.

## Geschichte
Auf Befehl Ludwig Yorck von Wartenburgs begann Graf Lehndorff-Steinort mit der Aufstellung des Regiments im Februar 1813. Ihm wurden 38 Rekruten zugewiesen; alle anderen musste er aus den Reihen der Nichtwehrpflichtigen werben. Die Freiwilligen hatten ihr Pferd und die Ausrüstung mitzubringen. Alle 833 Reiter stammten aus Ost- und Westpreußen.
Das Regiment wurde der Schlesischen Armee Blüchers zugeteilt und kämpfte ruhmvoll in der Schlacht an der Katzbach und in der Völkerschlacht bei Leipzig. Bis zur Einnahme von Paris am 30. März 1814 gehörte es zur Kavallerievorhut der Blücherschen Armee unter Generalmajor von Katzler (siehe Generalszug). Drei Schwadronen des Regiments wurden 1815 zur Aufstellung des Garde-Husaren-Regiments verwendet.